# Diocèse de Providence
Le diocèse de Providence (Dioecesis Providentiensis) est un diocèse de l'Église catholique aux États-Unis. Il a été érigé par Pie IX le 17 février 1872, comprenant à l'origine tout l'État du Rhode Island et les comtés de Bristol, Barnstable, Dukes et Nantucket dans le Massachusetts. Le 12 mars 1904, ces quatre comtés ont été séparés du diocèse pour former celui de Fall River.
Le diocèse est suffragant de l'archidiocèse de Hartford. Son siège est à la cathédrale Saints-Pierre-et-Paul de Providence, tenu par Bruce Lewandowski (en).

## Histoire
Avant ce diocèse, son territoire était intégré au diocèse de Hartford. Son premier évêque était l'Irlando-Américain Mgr Thomas Francis Hendricken, ancien curé de la paroisse de l'Immaculée-Conception de Waterbury. Il fait construire la cathédrale actuelle qu'il ne verra pas terminée. C'est sous son épiscopat que des catholiques franco-canadiens émigrent en grand nombre dans son diocèse, d'abord à Woonsocket et ensuite pour ouvrir des moulins le long des nombreux cours d'eau du Blackstone et du Pawtucket, et surtout le long de la Fall River.
Mgr Harkins succède à Mgr Hendricken. Né à Boston en 1845, il est ordonné à Paris en 1869. Le concile Vatican I a lieu pendant qu'il poursuit ses études à Rome. Il est consacré évêque en 1887. Il soutient l'orphelinat, bénit la maison de retraite de Pawtucket construite en 1881 grâce à la générosité de M. Joseph Banigan, qui fait aussi construire à Providence en 1894 une maison de jeunes filles travailleuses, appelée St. Maria Working Girls' Home. Le St. Joseph's Hospital est commencé en 1891 et le St. Vincent de Paul Infant Asylum, l'année suivante ; la maison de jeune garçons travailleurs (Working Boys' Home) est construite en 1897, la maison du Bon-Pasteur en 1904, le Nazareth Home (infirmerie de jour pour les pauvres) en 1906. À Woonsocket et à Newport, ainsi que dans d'autres lieux du diocèse de nombreuses institutions charitables sont fondées d'après ses suggestions. 
C'est aussi sous son épiscopat que de nombreuses paroisses sont fondées par différents groupes ethniques d'immigrés de plus en plus nombreux ; il y a ainsi près de vingt paroisses exclusivement de Franco-Canadiens sur les soixante-dix-neuf, quelques paroisses mélangées pour des Franco-Canadiens et des anglophones catholiques, deux églises pour des Italiens en 1910, quatre paroisses de Polonais, une pour des Portugais à Providence et une paroisse syriaque à Central Falls. 

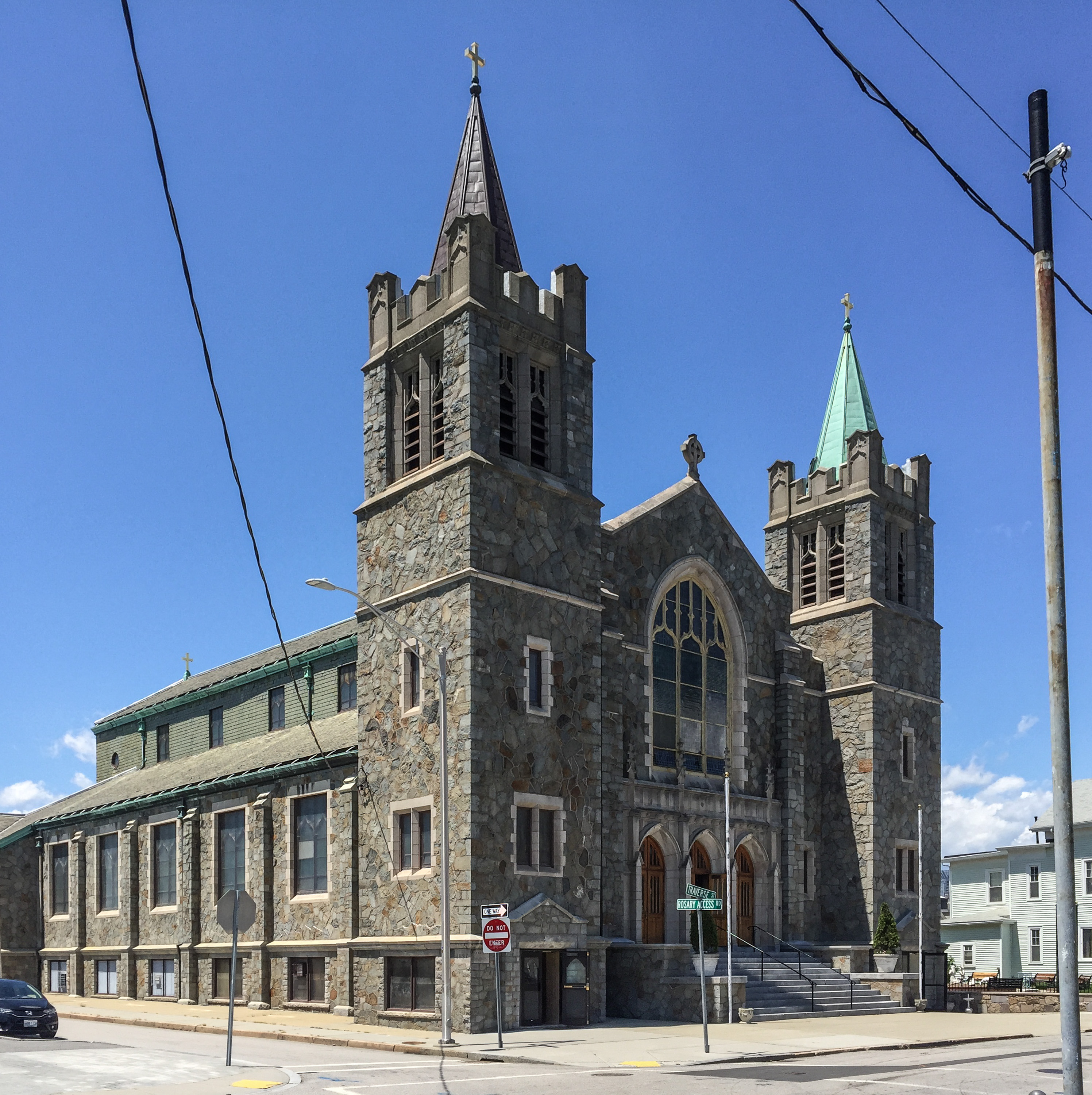
Église Notre-Dame-du-Rosaire de Providence, fondée pour la communauté de langue portugaise
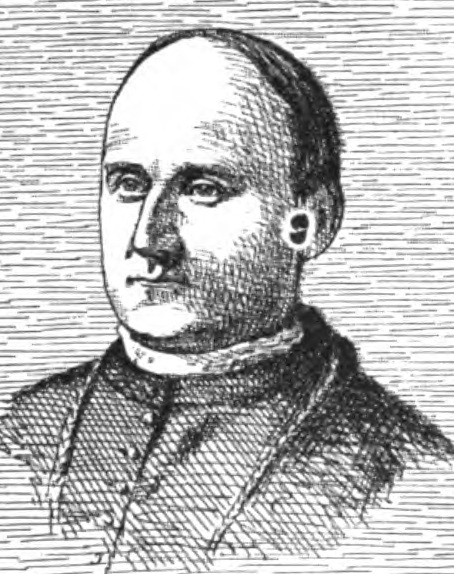
Portrait de Mgr Harkins
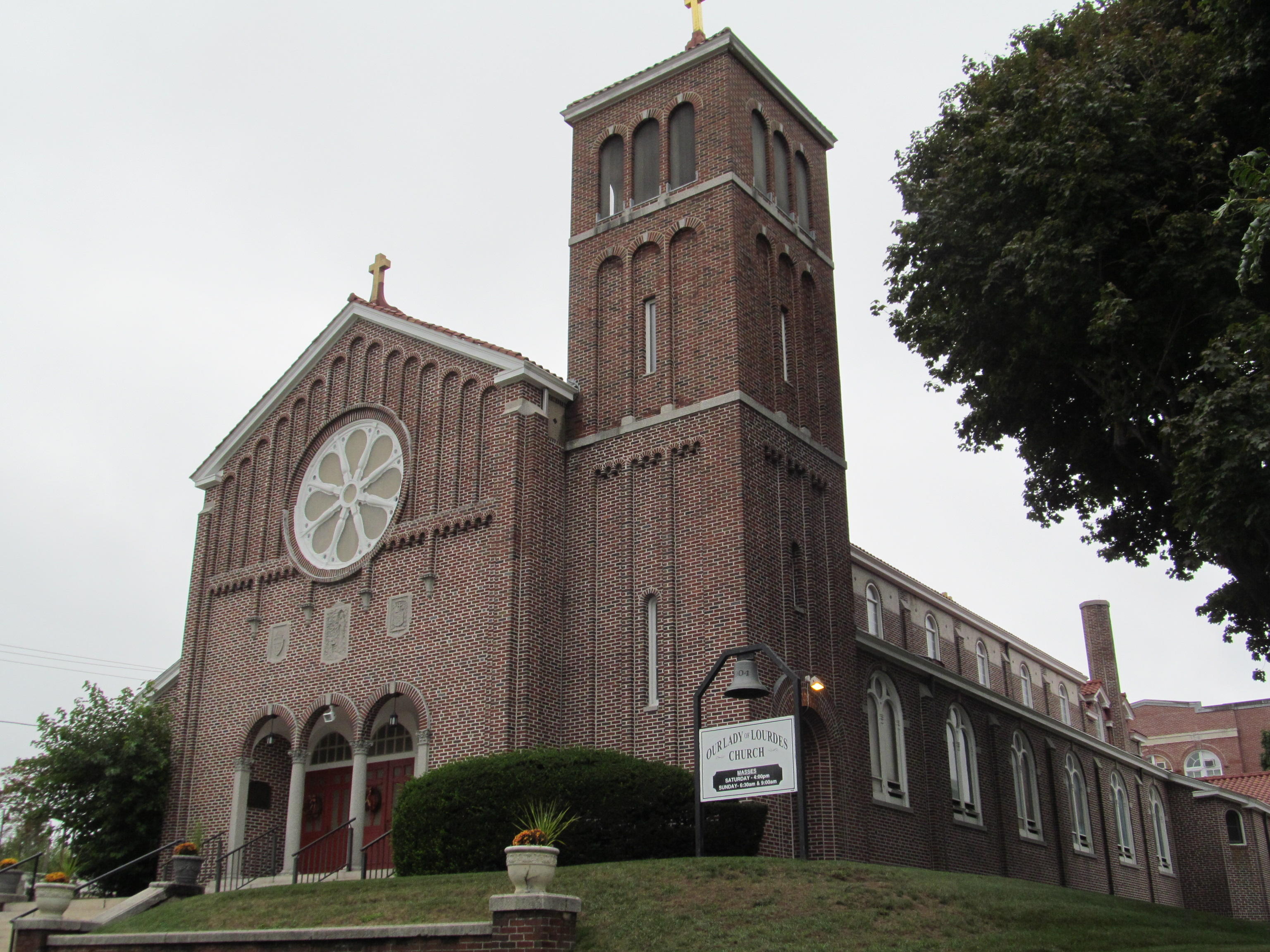
Église Notre-Dame-de-Lourdes de Providence, fondée pour la communauté franco-canadienne

Ensuite, Mgr Hickey (né à Worcester et parlant couramment en plus de l'anglais, le français, le polonais et le lituanien), nommé coadjuteur en 1919 et évêque de Providence en 1921, fonde des écoles et le journal diocésain.
Mgr Keough, né dans le Connecticut en 1890 a fait ses études au séminaire de Saint-Sulpice de Paris jusqu'au déclenchement de la guerre de 1914 et est ordonné en 1916 pour le diocèse de Hartford. Il devient évêque de Providence en 1934 alors qu'une grande partie de la population souffre encore des conséquences de la grande crise économique. Il nomme des aumôniers pour les ouvriers travaillant pour les brigades du Civilian Conservation Corps dans le Rhode Island. Il ouvre en 1939 le grand séminaire Notre-Dame à Providence et aide les Sœurs de la Miséricorde à fonder l'université Salve Regina en 1947.
Mgr McVinney qui lui succède a étudié au grand séminaire de Montréal, puis au collège américain de Louvain, où i est ordonné en 1924. Il sert dans différentes paroisses avant d'étudier le journalisme à l'université Notre Dame en 1935. Il publie dans Providence Visitor et il est nommé recteur du séminaire Notre-Dame de Providence avant d'être consacré évêque de Providence en 1948. Il fonde vingt-huit paroisses sous son épiscopat, et ouvre l'hôpital Notre-Dame-de-Fatima. Il fonde aussi la congrégation diocésaine des Sœurs de Notre-Dame de Providence en 1955  et les Frères de Notre-Dame de Providence en 1959. Il assiste aux quatre sessions du concile Vatican II et participe à l'établissement de l'American College de Louvain après la guerre.

## Ordinaires
- Thomas F. Hendricken (1872–1886)
- Matthew Harkins (1887–1921)
- William Hickey (1921–1933)
- Francis Patrick Keough (en) (1934–1947), nommé archevêque de Baltimore
- Russell McVinney (1948–1971)
- Louis Edward Gelineau (1972–1997)
- Robert Edward Mulvee (1997–2005)
- Thomas Joseph Tobin (2005–2023)
- Richard Garth Henning (en) (2023-2024), nommé archevêque de Boston
- Bruce Lewandowski (en) (2025-)

## Statistiques
- En 1950, le diocèse comptait 431.240 catholiques pour 786.850 habitants (54,8%), servis par 524 prêtres (338 diocésains et 186 réguliers), 361 religieux et 1.824 religieuses dans 133 paroisses
- En 1970, le diocèse comptait 587.685 catholiques pour 892.709 habitants (65,8%), servis par 602 prêtres (383 diocésains et 219 réguliers), 479 religieux et 1.513 religieuses dans 154 paroisses
- En 1990, le diocèse comptait 631.223 catholiques pour 1.004.100 habitants (62,9%), servis par 472 prêtres (331 diocésains et 141 réguliers), 71 diacres permanents, 286 religieux et 953 religieuses dans 159 paroisses
- En 2000, le diocèse comptait 635.590 catholiques pour 987.429 habitants (64,4%), servis par 439 prêtres (306 diocésains et 133 réguliers), 96 diacres permanents, 266 religieux et 688 religieuses dans 157 paroisses
- En 2016, le diocèse comptait 691.848 catholiques pour 1.154.086 habitants (59,9%), servis par 320 prêtres (247 diocésains et 73 réguliers), 91 diacres permanents, 140 religieux et 357 religieuses dans 141 paroisses [9]

On constate une baisse des vocations sacerdotales et surtout un effondrement des vocations féminines.